# Gare de Kédange
Gare de Kédange vasútállomás Franciaországban, Kédange-sur-Canner településen.

## Vasútvonalak
Az állomást az alábbi vasútvonalak érintik:
- Thionville–Anzeling-vasútvonal

## Kapcsolódó állomások
A vasútállomáshoz az alábbi állomások vannak a legközelebb:
- Gare de Metzervisse
- Gare de Hombourg-Budange